# Kayak-polo dans le monde
Le kayak-polo se pratique sur l'ensemble de la planète sous l'égide de la Fédération internationale de canoë (FIC).

## Europe
| Pays        | Fédération nationale | Équipe nationale                                                                                 | Championnat national | Coupe nationale |
| Allemagne   | Fédération           | Équipe d'Allemagne de kayak-polo masculin Équipe d'Allemagne de kayak-polo féminin               | Championnat          | Coupe           |
| Autriche    | Fédération           | Équipe d'Autriche de kayak-polo masculin                                                         | Championnat          | Coupe           |
| Belgique    | Fédération           | Équipe de Belgique de kayak-polo masculin Équipe de Belgique de kayak-polo féminin               | Championnat          | Coupe           |
| Danemark    | Fédération           | Équipe du Danemark de kayak-polo masculin Équipe du Danemark de kayak-polo féminin               | Championnat          | Coupe           |
| Espagne     | Fédération           | Équipe d'Espagne de kayak-polo masculin Équipe d'Espagne de kayak-polo féminin                   | Championnat          | Coupe           |
| Finlande    | Fédération           | Équipe de Finlande de kayak-polo masculin Équipe de Finlande de kayak-polo féminin               | Championnat          | Coupe           |
| France      | Fédération           | Équipe de France de kayak-polo masculin Équipe de France de kayak-polo féminin                   | Championnat          | Coupe           |
| Royaume-Uni | Fédération           | Équipe de Grande-Bretagne de kayak-polo masculin Équipe de Grande-Bretagne de kayak-polo féminin | Championnat          | Coupe           |
| Italie      | Fédération           | Équipe d'Italie de kayak-polo masculin Équipe d'Italie de kayak-polo féminin                     | Championnat          | Coupe           |
| Irlande     | Fédération           | Équipe d'Irlande de kayak-polo masculin Équipe d'Irlande de kayak-polo féminin                   | Championnat          | Coupe           |
| Hongrie     | Fédération           | Équipe de Hongrie de kayak-polo masculin Équipe de Hongrie de kayak-polo féminin                 | Championnat          | Coupe           |
| Lettonie    | Fédération           | Équipe de Lettonie de kayak-polo masculin Équipe de Lettonie de kayak-polo féminin               | Championnat          | Coupe           |
| Lituanie    | Fédération           | Équipe de Lituanie de kayak-polo masculin                                                        | Championnat          | Coupe           |
| Pays-Bas    | Fédération           | Équipe des Pays-Bas de kayak-polo masculin Équipe des Pays-Bas de kayak-polo féminin             | Championnat          | Coupe           |
| Pologne     | Fédération           | Équipe de Pologne de kayak-polo masculin Équipe de Pologne de kayak-polo féminin                 | Championnat          | Coupe           |
| Portugal    | Fédération           | Équipe du Portugal de kayak-polo masculin Équipe du Portugal de kayak-polo féminin               | Championnat          | Coupe           |
| Russie      | Fédération           | Équipe de Russie de kayak-polo masculin Équipe de Russie de kayak-polo féminin                   | Championnat          | Coupe           |
| Suède       | Fédération           | Équipe de Suède de kayak-polo masculin Équipe de Suède de kayak-polo féminin                     | Championnat          | Coupe           |
| Suisse      | Fédération           | Équipe de Suisse de kayak-polo masculin                                                          | Championnat          | Coupe           |
| Tchéquie    | Fédération           | Équipe de Tchéquie masculine de kayak-polo Équipe de Tchéquie de kayak-polo féminin              | Championnat          | Coupe           |

## Amérique
| Pays       | Fédération nationale | Équipe nationale                                                                         | Championnat national | Coupe nationale |
| Argentine  | Fédération           | Équipe d'Argentine de kayak-polo masculin                                                | Championnat          | Coupe           |
| Brésil     | Fédération           | Équipe du Brésil de kayak-polo masculin Équipe du Brésil de kayak-polo féminin           | Championnat          | Coupe           |
| Canada     | Fédération           | Équipe du Canada de kayak-polo masculin Équipe du Canada de kayak-polo féminin           | Championnat          | Coupe           |
| États-Unis | Fédération           | Équipe des États-Unis de kayak-polo masculin Équipe des États-Unis de kayak-polo féminin | Championnat          | Coupe           |

## Asie
| Pays      | Fédération nationale | Équipe nationale                                                                     | Championnat national | Coupe nationale |
| Chine     | Fédération           | Équipe de Chine de kayak-polo masculin Équipe de Chine de kayak-polo féminin         | Championnat          | Coupe           |
| Hong Kong | Fédération           | Équipe de Hong Kong de kayak-polo masculin Équipe de Hong Kong de kayak-polo féminin | Championnat          | Coupe           |
| Indonésie | Fédération           | Équipe d'Indonésie de kayak-polo masculin                                            | Championnat          | Coupe           |
| Iran      | Fédération           | Équipe d'Iran de kayak-polo masculin Équipe d'Iran de kayak-polo féminin             | Championnat          | Coupe           |
| Japon     | Fédération           | Équipe du Japon de kayak-polo masculin Équipe du Japon de kayak-polo féminin         | Championnat          | Coupe           |
| Singapour | Fédération           | Équipe de Singapour de kayak-polo masculin Équipe de Singapour de kayak-polo féminin | Championnat          | Coupe           |
| Taïwan    | Fédération           | Équipe de Taïwan de kayak-polo masculin                                              | Championnat          | Coupe           |

## Océanie
| Pays             | Fédération nationale | Équipe nationale                                                                                   | Championnat national | Coupe nationale |
| Australie        | Fédération           | Équipe d'Australie de kayak-polo masculin Équipe d'Australie de kayak-polo féminin                 | Championnat          | Coupe           |
| Nouvelle-Zélande | Fédération           | Équipe de Nouvelle-Zélande de kayak-polo masculin Équipe de Nouvelle-Zélande de kayak-polo féminin | Championnat          | Coupe           |

## Afrique
| Pays           | Fédération nationale | Équipe nationale                                                                             | Championnat national | Coupe nationale |
| Afrique du Sud | Fédération           | Équipe d'Afrique du Sud de kayak-polo masculin Équipe d'Afrique du Sud de kayak-polo féminin | Championnat          | Coupe           |
| Namibie        | Fédération           | Équipe de Namibie de kayak-polo masculin                                                     | Championnat          | Coupe           |